# Brett Supinski
Brett Supinski, född 21 juli 1995, är en professionell ishockeyspelare som spelar för Västerviks IK i Hockeyallsvenskan.